# Mercury Prize
Pour les articles homonymes, voir Mercury.
Le Mercury Prize (« prix Mercure ») est une récompense annuelle qui consacre le meilleur album britannique ou irlandais des douze derniers mois. Créée en 1992 par le président de Virgin Records Jon Webster, la British Phonographic Industry et la British Association of Record Dealers, elle se veut une alternative aux Brit Awards. L'équivalent français est le prix Constantin et l'équivalent canadien le prix de musique Polaris.

## Histoire
Les albums pouvant être sélectionnés pour concourir doivent avoir été réalisés par un artiste britannique ou irlandais, ou un groupe dont plus de la moitié des membres sont britanniques ou irlandais, quel que soit le style musical concerné. La liste des albums sélectionnés est choisie par un jury de professionnels de la musique. Le vainqueur remporte notamment une somme de 25 000 £.
Le prix a parfois fait l'objet de critiques l'accusant de privilégier les mêmes styles musicaux ou mettant en doute son indépendance vis-à-vis des acteurs de l'industrie musicale.
Originellement sponsorisé par Mercury Communications, une marque possédée par l'entreprise Cable & Wireless, il a ensuite été sponsorisé par Technics (entre 1998 et 2001), Panasonic (en 2002 et 2003), Nationwide Building Society (de 2004 à 2008), Barclaycard (entre 2009 et 2014) et la BBC en 2015. Hyundai est le sponsor du prix depuis 2016.
La chanteuse PJ Harvey est la seule personne à avoir reçu deux fois le prix, la première fois en 2001 pour son album Stories from the City, Stories from the Sea, la seconde en 2011 pour Let England Shake,. Ses deux victoires l’ont fait entrer dans le Livre Guinness des records.